# Skrotbil
Skrotbil er betegnelsen for biler, der har udtjent deres effektive levetid eller er blevet totalskadet og derfor skal bortskaffes.  Det sker ved at indlevere bilen hos en autoophugger eller hos andre erhvervsdrivende inden for branchen. En autoophugger er en bilkirkegård hvor alle skrotbiler og andre motorkøretøjer tømmes for miljøfarlige væsker og siden skilles ad i alle dets bestanddele. I visse tilfælde udbetales der en skrotpræmie.

## Eksterne kilder og henvisninger
1. ↑  Borger.dk - Skrotpræmie for bil
2. ↑  Indløs skrotpræmie for din gamle bil og undgå ulovlig ophugning, Miljøstyrelsen, hentet 14. februar 2022